# La Neuve-Grange
Ne doit pas être confondu avec Neuves-Granges.
La Neuve-Grange est une commune française située dans le département de l'Eure, en région Normandie.

## Géographie

### Localisation
La Neuve-Grange est village normand du Vexin situé à vol d'oiseau à 8 km au nord-ouest d'Étrépagny et 19 km de Gisors, 16 km au nord-est des Andelys, 7 km au sud-est de Lyons-la-Forêt et 33 km de Rouen, 19 km au sud-ouest de Gournay-en-Bray et 40 km à l'puest de Beauvais.
La commune se trouve dans l'aire d'attraction de Paris, la zone d'emploi de Vernon-Gisors et dans le bassin de vie d'Étrépagny.

### Communes limitrophes
Les communes limitrophes sont  Morgny, Nojeon-en-Vexin et Puchay.
|        | Morgny          | Morgny |
| Puchay | La Neuve-Grange | Morgny |
| Puchay | Nojeon-en-Vexin |        |

### Géologie et relief
La superficie de la commune est de 5,09 km2 ; son altitude varie de 128  à   156 mètres. 

### Hydrographie
La commune est située dans le bassin Seine-Normandie. Elle n'est drainée par aucun cours d'eau,.

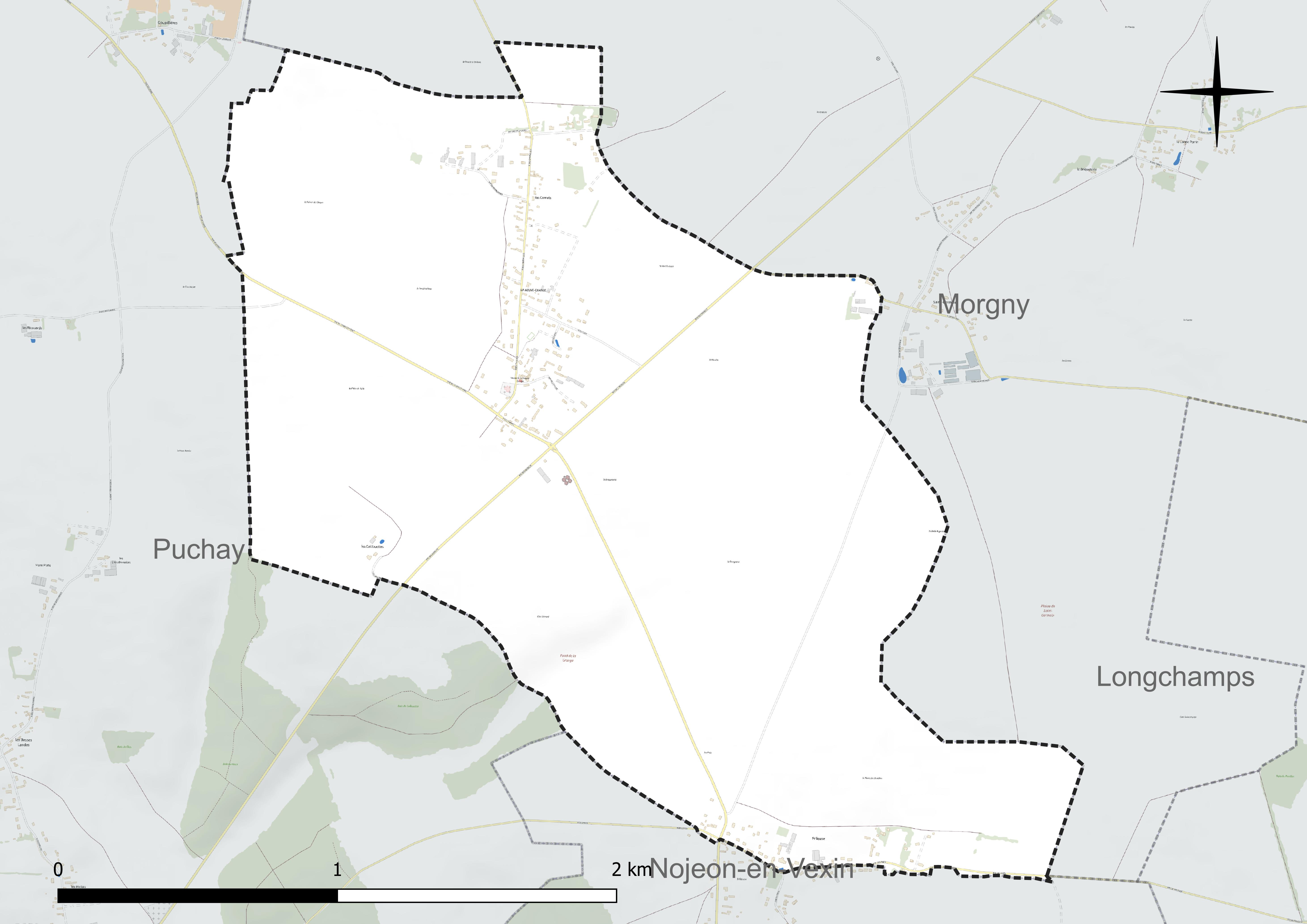
Réseau hydrographique de la Neuve-Grange.

### Climat
Pour des articles plus généraux, voir Climat de la Normandie et Climat de l'Eure.
En 2010, le climat de la commune est de type climat océanique dégradé des plaines du Centre et du Nord, selon une étude du CNRS s'appuyant sur une série de données couvrant la période 1971-2000. En 2020, Météo-France publie une typologie des climats de la France métropolitaine dans laquelle la commune est exposée à un climat océanique et est dans la région climatique  Côtes de la Manche orientale, caractérisée par un faible ensoleillement (1 550 h/an) ; forte humidité de l’air (plus de 20 h/jour avec humidité relative > 80 % en hiver), vents forts fréquents. Parallèlement le GIEC normand, un groupe régional d’experts sur le climat, différencie quant à lui, dans une étude de 2020, trois grands types de climats pour la région Normandie, nuancés à une échelle plus fine par les facteurs géographiques locaux. La commune est, selon ce zonage, exposée à un « climat des plateaux abrités », correspondant aux plaines agricoles de l’Eure, avec une pluviométrie beaucoup plus faible que dans la plaine de Caen en raison du double effet d’abri provoqué par les collines du Bocage normand et par celles qui s’étendent sur un axe du Pays d'Auge au Perche.
Pour la période 1971-2000, la température annuelle moyenne est de 10,4 °C, avec  une amplitude thermique annuelle de 14,2 °C. Le cumul annuel moyen de précipitations est de 815 mm, avec 12,2 jours de précipitations en janvier et 8,7 jours en juillet. Pour la période 1991-2020, la température moyenne annuelle observée sur la station météorologique la plus proche, située sur la commune d'Étrépagny à 8 km à vol d'oiseau, est de 11,3 °C et le cumul annuel moyen de précipitations est de 774,0 mm,. Pour l'avenir, les paramètres climatiques de la commune estimés pour 2050 selon différents scénarios d’émission de gaz à effet de serre sont consultables sur un site dédié publié par Météo-France en novembre 2022.

## Urbanisme

### Typologie
Au 1er janvier 2024, La Neuve-Grange est catégorisée commune rurale à habitat dispersé, selon la nouvelle grille communale de densité à 7 niveaux définie par l'Insee en 2022.
Elle est située hors unité urbaine. Par ailleurs la commune fait partie de l'aire d'attraction de Paris, dont elle est une commune de la couronne,. 

### Occupation des sols

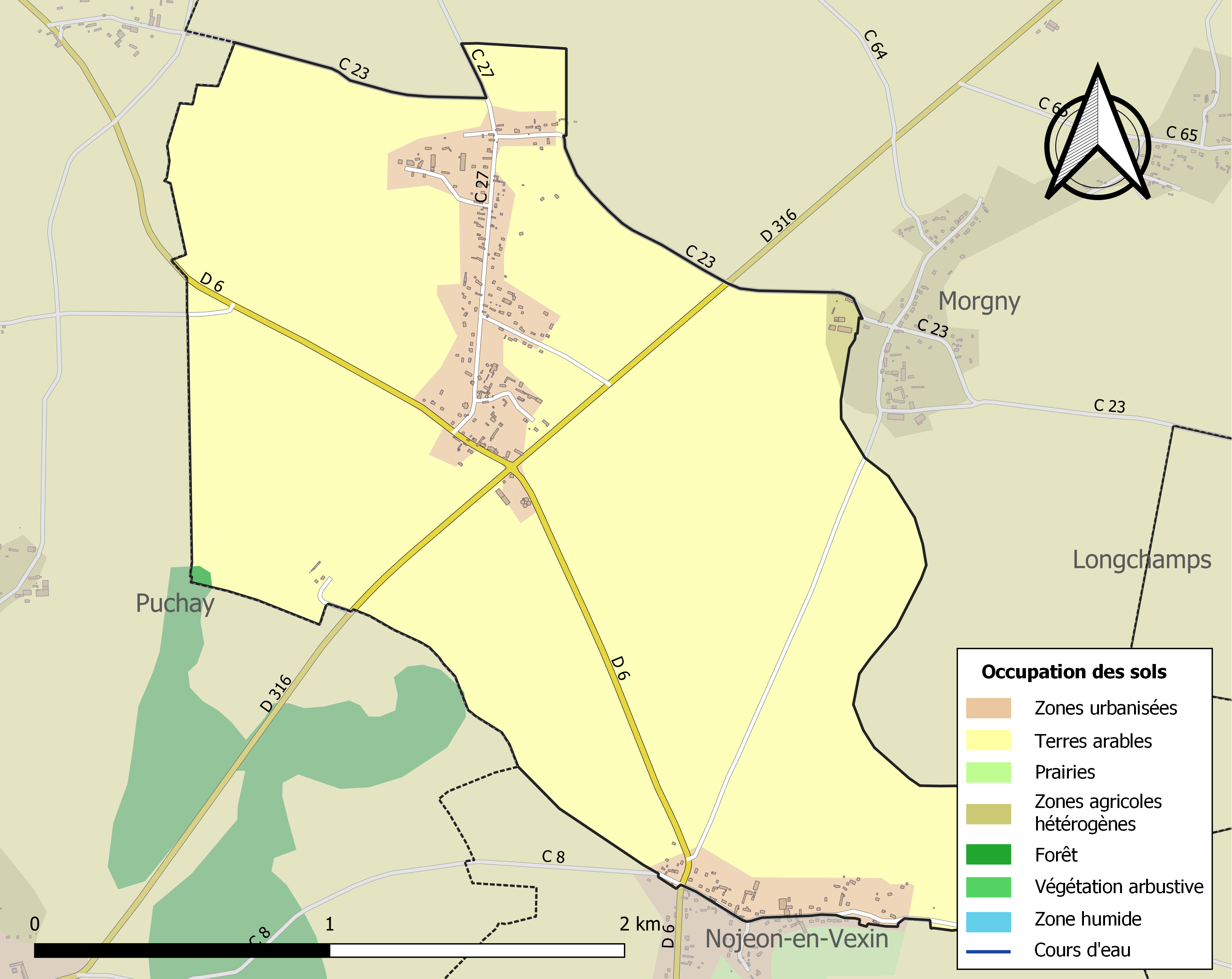
Carte des infrastructures et de l'occupation des sols de la commune en 2018 (CLC).

L'occupation des sols de la commune, telle qu'elle ressort de la base de données européenne d’occupation biophysique des sols Corine Land Cover (CLC), est marquée par l'importance des territoires agricoles (90,5 % en 2018), en diminution par rapport à 1990 (93,5 %). 
La répartition détaillée en 2018 est la suivante : terres arables (90,1 %), zones urbanisées (9,4 %), zones agricoles hétérogènes (0,4 %), forêts (0,1 %). 
L'évolution de l’occupation des sols de la commune et de ses infrastructures peut être observée sur les différentes représentations cartographiques du territoire : la carte de Cassini (XVIIIe siècle), la carte d'état-major (1820-1866) et les cartes ou photos aériennes de l'IGN pour la période actuelle (1950 à aujourd'hui).

### Habitat et logement
En 2021, le nombre total de logements dans la commune était de 165, alors qu'il était de 154 en 2016 et de 142 en 2011. 
Parmi ces logements, 81,7 % étaient des résidences principales, 12,2 % des résidences secondaires et 6,1 % des logements vacants. Ces logements étaient pour 99,4 % d'entre eux des maisons individuelles et pour 0,6 % des appartements. 
Le tableau ci-dessous présente la typologie des logements à la La Neuve-Grange en 2021 en comparaison avec celle de l'Eure et de la France entière. Une caractéristique marquante du parc de logements est ainsi une proportion de résidences secondaires et logements occasionnels (12,2 %) supérieure à celle du département (6,2 %) et à celle de la France entière (9,7 %). 
| Typologie                                               | La Neuve-Grange | Eure | France entière |
| ------------------------------------------------------- | --------------- | ---- | -------------- |
| Résidences principales (en %)                           | 81,7            | 85,8 | 82,2           |
| Résidences secondaires et logements occasionnels (en %) | 12,2            | 6,2  | 9,7            |
| Logements vacants (en %)                                | 6,1             | 8    | 8,1            |

### Lieux-dits, hameaux et écarts
La commune comprend plusieurs hameaux, Frileuse, partagé avec Nojeon-en-Vexin, Les Cornets, en continuité au nord du village, et un écart, Callouette.

## Toponymie
Le nom de la localité est attesté sous les formes La Grange en 1793, La Neuve-Grange en 1801.
La Neuve-Grange composé de neuve (féminin singulier de neuf) et de grange.
Ce toponyme a pour origine une nouvelle grange établie par les abbés de l'Abbaye de Mortemer.

## Histoire
L'origine de cette localité est une grange établie en cet endroit par l'Abbaye de Mortemer, qui avait le  patronnage de l'église.

## Politique et administration

### Rattachements administratifs et électoraux

#### Rattachements administratifs
La commune se trouve dans l'arrondissement des Andelys du département de l'Eure.  
Elle faisait partie depuis 1793 du canton de Lyons-la-Forêt. Dans le cadre du redécoupage cantonal de 2014 en France, cette circonscription administrative territoriale a disparu, et le canton n'est plus qu'une circonscription électorale.

#### Rattachements électoraux
Pour les élections départementales, la commune fait partie depuis 2014 du canton de Gisors.
Pour l'élection des députés, elle fait partie de la cinquième circonscription de l'Eure.

### Intercommunalité
La Neuve-Grange était membre de la communauté de communes du canton d'Étrépagny, un établissement public de coopération intercommunale (EPCI) à fiscalité propre créé fin 1996 et auquel la commune avait transféré un certain nombre de ses compétences, dans les conditions déterminées par le code général des collectivités territoriales.
Dans le cadre des dispositions de la loi portant nouvelle organisation territoriale de la République du 7 août 2015, qui prévoit que les établissements publics de coopération intercommunale (EPCI) à fiscalité propre doivent avoir un minimum de 15 000 habitants, cette intercommunalité a fusionné avec la communauté de communes Gisors-Epte-Lévrière  pour former, le 1er janvier 2017, la communauté de communes du Vexin Normand, dont est désormais membre la commune.

### Liste des maires
| Période                                  | Période                    | Identité                       | Étiquette | Qualité |
| ---------------------------------------- | -------------------------- | ------------------------------ | --------- | --- |
| Les données manquantes sont à compléter. |                            |                                |           | |
|                                          |                            |                                |           | |
| 1953                                     | 1965                       | Pierre Drony                   |           | Marchand de bestiaux puis responsable d'un abattoir. Chevalier de l’Ordre du Mérite agricole Âgé de 26 ans lors de sa première élection, alors le plus jeune maire de France |
|                                          |                            |                                |           | |
| juin 1989                                | mars 2001                  | Jacques Devos[réf. nécessaire] |           | |
| mars 2001                                |                            | Dominique Lamandé              |           | Démissionnaire |
|                                          |                            | M. Desmarés                    |           | Démissionnaire |
|                                          | 2011                       | Joël Laniez                    |           | Agriculteur Démissionnaire |
| décembre 2011                            | En cours (au 13 mars 2025) | Didier Pinel                   | SE        | Agent RATP Vice-président de la CC du Vexin Normand (2017 → ) Réélu pour le mandat 2020-2026                                                                                 |

## Population et société

### Démographie
L'évolution du nombre d'habitants est connue à travers les recensements de la population effectués dans la commune depuis 1793. Pour les communes de moins de 10 000 habitants, une enquête de recensement portant sur toute la population est réalisée tous les cinq ans, les populations de référence des années intermédiaires étant quant à elles estimées par interpolation ou extrapolation. Pour la commune, le premier recensement exhaustif entrant dans le cadre du nouveau dispositif a été réalisé en 2006.

En 2022, la commune comptait 389 habitants, en évolution de +17,52 % par rapport à 2016 (Eure : −0,25 %, France hors Mayotte : +2,11 %).
| 1793 | 1800 | 1806 | 1821 | 1831 | 1836 | 1841 | 1846 | 1851 |
| ---- | ---- | ---- | ---- | ---- | ---- | ---- | ---- | ---- |
| 626  | 468  | 323  | 321  | 340  | 299  | 288  | 286  | 280  |

| 1856 | 1861 | 1866 | 1872 | 1876 | 1881 | 1886 | 1891 | 1896 |
| ---- | ---- | ---- | ---- | ---- | ---- | ---- | ---- | ---- |
| 305  | 293  | 260  | 254  | 253  | 200  | 193  | 190  | 184  |

| 1901 | 1906 | 1911 | 1921 | 1926 | 1931 | 1936 | 1946 | 1954 |
| ---- | ---- | ---- | ---- | ---- | ---- | ---- | ---- | ---- |
| 174  | 161  | 165  | 156  | 164  | 134  | 154  | 162  | 144  |

| 1962 | 1968 | 1975 | 1982 | 1990 | 1999 | 2006 | 2011 | 2016 |
| ---- | ---- | ---- | ---- | ---- | ---- | ---- | ---- | ---- |
| 149  | 159  | 154  | 159  | 177  | 192  | 279  | 336  | 331  |

| 2021 | 2022 | - | - | - | - | - | - | - |
| ---- | ---- | - | - | - | - | - | - | - |
| 374  | 389  | - | - | - | - | - | - | - |

## Culture locale et patrimoine

### Lieux et monuments
- Église Saint-Pierre-aux-Liens[23], achevée en 1545 et remaniée au XVIIIe siècle.
- Manoir[24], datant sans doute du XVIe siècle et du XVIIIe siècle et qui dépendait de l'abbaye de Mortemer
- Chemin de promenade.

## Pour approfondir